# گشوده (ترانه بیورک)
«گشوده» (به انگلیسی: Unravel) سومین قطعهٔ آلبوم هموژنیک اثر بیورک می‌باشد که در سال ۱۹۹۷ منتشر گردید. این ترانه نمونهٔ برجسته‌ای از تکنیک خاص بیورک در آوازخوانی است که ترکیبی از خواندن و صحبت‌کردن به‌شمار می‌رود. به گفتهٔ فولکلوریست ایسلندی نیال سیگوردسون، این شیوه با سبک آوازخوانی گروه‌های کر ایسلندی قدیم شباهت دارد.

## ساختار و مضامین
از نظر ساختاری، این ترانه از ملودی‌ای آرام و گسترده، صداهای ساکسیفون، ارگ کلیسا و ضرب‌آهنگ‌های الکترونیکی با حال‌وهوایی دوردست تشکیل شده است. اشعار ترانه به دو دلدادهٔ دور از هم می‌پردازد؛ یکی از آن‌ها درمی‌یابد که عشق میان‌شان به‌دلیل عواملی خارج از کنترل‌شان در حال فروپاشی است. بیورک، در نقش یکی از این عاشقان، در تلاش است تا دوباره به معشوقش برسد و عشقی را که از دست رفته، بازسازی کند.

## موزیک ویدئو
با وجود اینکه «گشوده» به‌عنوان تک‌آهنگ منتشر نشد، موزیک ویدئویی برای آن توسط گروه لین فاکس ساخته شد تا تور کنسرت‌های برترین عناوین بیورک را تبلیغ کند. این ویدئو موفق شد جایزهٔ نقره‌ای جشنوارهٔ دی‌اندای‌دی سال ۲۰۰۴ را کسب کند؛ رویدادی که هر سال دستاوردهای برجسته در طراحی و تبلیغات را ارج می‌نهد. بیورک در این موزیک ویدئو در محیطی شبیه به اعماق دریا ظاهر می‌شود؛ و لباسی مواج بر تن دارد و موجودی دریایی ناشناخته و پشمالویی به‌شکلی شبیه به تار از پشت او شروع به رشد می‌کند.